# Cima del Bal
La Cima del Bal, anche nota come Punta Gorgion Lungo (2831 m s.l.m.), è una montagna delle Alpi Marittime occidentali, sita tra il monte Tenibres ed il colle della Maddalena.

## Caratteristiche
Si trova tra l'italiana valle Stura e la francese valle della Tinea, sullo spartiacque alpino principale.
Lo spartiacque in questa zona ha una direzione generale da nord-ovest a sud-est. Dalla vicina rocca dei Tre Vescovi lo spartiacque procede in direzione est-sud-est con qualche oscillazione fino al monte Pe Brun, dove piega a sud-sud-est; scende al passo Gorgia Grossa, risale al monte Aiga, e scende al passo del Gorgion Lungo, da dove sale alla cima del Bal. Dalla vetta lo spartiacque procede in direzione sud, poi piega ed assume un andamento circa sud-est, toccando diverse cime secondarie senza nome, e raggiungendo alla fine il colle del Ferro.
Il versante francese è caratterizzato da una pendenza costante e non eccessiva, mentre il versante italiano è caratterizzato da pareti scoscese e dirupate. Uno speroncino secondario scende dalla vetta in direzione est, chiudendo a sud la conca dove si trova il lago di Gorgion Lungo. Dalla cresta che adduce alla vetta si diramano, sia a nord che a sud, due speroni. A nord, dalla quota 2780 (a poca distanza dal passo del Gorgion Lungo), dirama verso est uno sperone che adduce alla rocca Reis (2704 m), e chiude a nord la conca del lago di Gorgion Lungo; a sud, dalle vicinanze del pas de Morgon (2714 m) dirama verso il territorio francese uno sperone che, dopo aver superato il passo, sale alla Cime de Morgon (2790 m), per poi scendere verso il vallon du Pra.
Dal punto di vista geologico, è costituita principalmente da gneiss e migmatiti biotitici, notevolmente metamorfosati e localmente milonitizzati; affiorano localmente fasce di miloniti di età assai variabile.
Sulla carta IGC 1:25.000 il nome è riportato come Cima del Bal; sulla cartografia IGM è riportata invece con il nome di Punta Gorgion Lungo. La carta IGC 1:50.000 riporta il nome Punta Gorgion, mentre la cartografia francese riporta il nome Mont Bal. La quota è indicata in 2831 m sulla cartografia italiana, 2830 m su quella francese.
Il nome Bal deriva dalla radice preindoeuropea bal = roccia, elevazione. Il nome Gorgion deriva invece dal latino gurges = gorgo, vortice, corrente impetuosa, profondità, abisso, a sua volta dalla radice preindoeuropea car = pietra, roccia, risalto.

## Ascensione alla vetta
La via normale si sviluppa sul versante nord-est (italiano), dal quale si giunge in vetta per un itinerario di tipo escursionistico su detriti e facili roccette.
Un'interessante via di accesso è quella per la cresta sud: è un itinerario alpinistico di grado di difficoltà PD, con passaggi in roccia fino al II+.

### Cartografia
- Cartografia ufficiale italiana dell'Istituto Geografico Militare (IGM) in scala 1:25.000 e 1:100.000, consultabile on line
- Cartografia ufficiale francese dell'Institut géographique national (IGN), consultabile online Archiviato il 13 novembre 2007 in Internet Archive.
- Sistema Informativo Territoriale della provincia di Cuneo, su base cartografica 1:10.000
- Istituto Geografico Centrale - Carta dei sentieri 1:50.000 n. 8 Alpi Marittime e Liguri e 1:25.000 n. 112 Valle Stura - Vinadio - Argentera